# Miranda Giambelli
Miranda Giambelli (Canberra, 22 de mayo de 1992) es una deportista australiana que compite en judo. Ganó dos medallas de oro en el Campeonato de Oceanía de Judo en los años 2015 y 2016.

## Palmarés internacional
| Campeonato de Oceanía | Campeonato de Oceanía | Campeonato de Oceanía | Campeonato de Oceanía |
| Año                   | Lugar                 | Medalla               | Categoría             |
| --------------------- | --------------------- | --------------------- | --------------------- |
| 2015                  | Païta (Francia)       | Medalla de oro        | –78 kg                |
| 2016                  | Canberra (Australia)  | Medalla de oro        | –78 kg                |